# Killingholmen, Dalarna
Killingholmen är en liten ö i sjön Hyen i Säters kommun i Dalarna. Ön är obebodd och bebyggelse saknas. Det mesta av ön är skogtäckt. Delar av den besvärligaste stenterrängen är dock skoglös.